# Duše v severském náboženství
Severské náboženství postrádalo pojem duše v křesťanském slova smyslu, tedy jako nesmrtelnou část jedince oddělenou od pomíjivého těla, ale jedinec byl za života i po smrti chápán jako celek. Zároveň ale byly známy koncepty jako fjǫr, ǫnd, hugr, fylgja, óðr a hamr, které se do jisté míry představě blíží.
S nástupem křesťanství se v severštině začal používat pojem sál/saul, snad převzatý ze staroanglického sāwol „duše“. Další etymologie je však neznámá a obdobné výrazy nejsou v předkřesťanském období doloženy v žádném z germánských jazyků. Ještě dlouho do středověku pak byla v germánském prostředí duše pouze teologickým pojmem. Kromě toho také vznikl termín líkamr „tělesná schránka“ (staroanglicky līchūn-hamo), používaný pro překlad latinského corpus a řeckého sóma, aby mohl být vyjádřen koncept odděleného, pomíjivého těla.

## Fjǫr a ǫnd
Pojem fjǫr, doslova „život“, označoval životní sílu člověka, která se nacházela především v krvi a v srdci. Mohla být sdílená více lidmi, především příbuznými. Fjǫr byl chápán jako dar bohů, kteří byli známi jako fjǫrg „dárci života“, podobně jako rýnských Germánů byly ctěny matrones Alaferhwiae „všeoživující matky“. Pojem ǫnd, případně andi, doslova „dech“, byl do jisté míry synonymní k fjǫru a odráží ztotožnění duše či života s dechem objevující se v mnoha kulturách. Tento „dech“ ztrácel jedinec, když umíral, vyživoval ho a ochraňoval potravou, a byl taktéž darem bohů. V raných křesťanských textech se pojmy ǫnd a andi někdy používaly k překladu latinských výrazů anima a spiritus.

## Hugr
Vedle životní síly či „životní duše“ znala severská kultura představu duše související s lidskou osobností. Hugr, související s výrazem hyggja „přemýšlení“, označoval jedincovy úmysly a afekty, především odvahu či touhu, a sídlil v srdci či mozku. Jeho činnost vedla člověka k jednání, hugr podnítil například Sigurda k zabití draka Fáfniho, ale také přinášela předtuchy (hugboð). Od křesťanské duše se výrazně lišil tím, že jím nedisponoval každý jedinec, ale jen výjimečné bytosti, především bohové, hrdinové a králové. Hugr, často popisovaný jako jakýsi vítr také mohl do člověka nakrátko vstoupit zvenku, například démoničtí thursové tak mohli způsobit nával smutku.

## Fylgja a hamingja
Pod pojmy fylgja „průvodkyně, následnice“ a hamingja „štěstí“ severské náboženství znalo ženské bytosti, které přecházely od jednoho člena rodu k druhému a reprezentovali jejich štěstí a moc. Podobali se tak rodinným geniům římského náboženství. Fylgja pak také mívala věštecké kvality a podobně jako hugr přinášela různé předtuchy.

## Óðr
Pojem óðr, případně aeði, označuje „vzrušení“ či „vznět“, především pak básnickou inspiraci, válečníkovo běsnění, milostné vzplanutí, ale i opilost. Do jisté míry ho lze srovnat s řeckým pojmem mania. Stejné jméno nese bůh Óð a s tímto výrazem souvisí i jméno Óðin a pojem má vůbec výrazné náboženské konotace.

## Hamr
Pojem hamr „kůže“ označuje zvláštní kvalitu jedince, která určuje jeho vnější vzhled. Ten, kdo ale má více hamrů či silný hamr může měnit podobu jako Ódin, který na sebe proměňoval v různá zvířata. Hamr také mohl v podobě zvířete člověka nakrátko opustit, ale když bylo jeho návratu zabráněno tak byl dotyčný „mimo sebe“, tedy šílený.